# Paphiopedilum lawrenceanum
Paphiopedilum lawrenceanum (возможные русские названия: Пафиопедилюм Лоуренса, или Пафиопедилум Лоуренса) — многолетнее трявянистое растение семейства Орхидные.
Вид не имеет устоявшегося русского названия.

## Синонимы
По данным Королевских ботанических садов в Кью:
- Cypripedium lawrenceanum Rchb.f., 1878 basionym
- Cordula lawrenceana (Rchb.f.) Rolfe, 1912
- Paphiopedilum barbatum subsp. lawrenceanum (Rchb.f.) M.W.Wood, 1976
- Cypripedium lawrenceanum var. hyeanum L.Linden & Rodigas, 1885
- Cypripedium hyeanum L.Linden & Rodigas, 1886
- Paphiopedilum lawrenceanum var. hyeanum (L.Linden & Rodigas) Braem, 1988
- Paphiopedilum lawrenceanum f. hyeanum (L.Linden & Rodigas) O.Gruss & Roeth, 1999

## Природныеразновидности
По данным Королевских ботанических садов в Кью
- Paphiopedilum lawrenceanum f. hyeanum (L.Linden & Rodigas) O.Gruss & Roeth, 1999
- Paphiopedilum lawrenceanum var. hyeanum (L.Linden & Rodigas) Braem, 1988

входят в синонимию Paphiopedilum lawrenceanum.

## Этимология и история описания
Вид назван в честь сэра Тревора Лоуренса, коллекционера орхидей и президента Королевского садового общества Великобритании.

## Биологическое описание
Побег симподиального типа, скрыт основаниями 5—6 листьев.
Листья пёстрые, до 19 см в длину, 4—7 см в ширину.
Соцветия одноцветковые, 31 см высотой, бордовые, опушённые.
Цветки до 9—13 см в диаметре.
Хромосомы: 2n=36.

## Ареал, экологические особенности

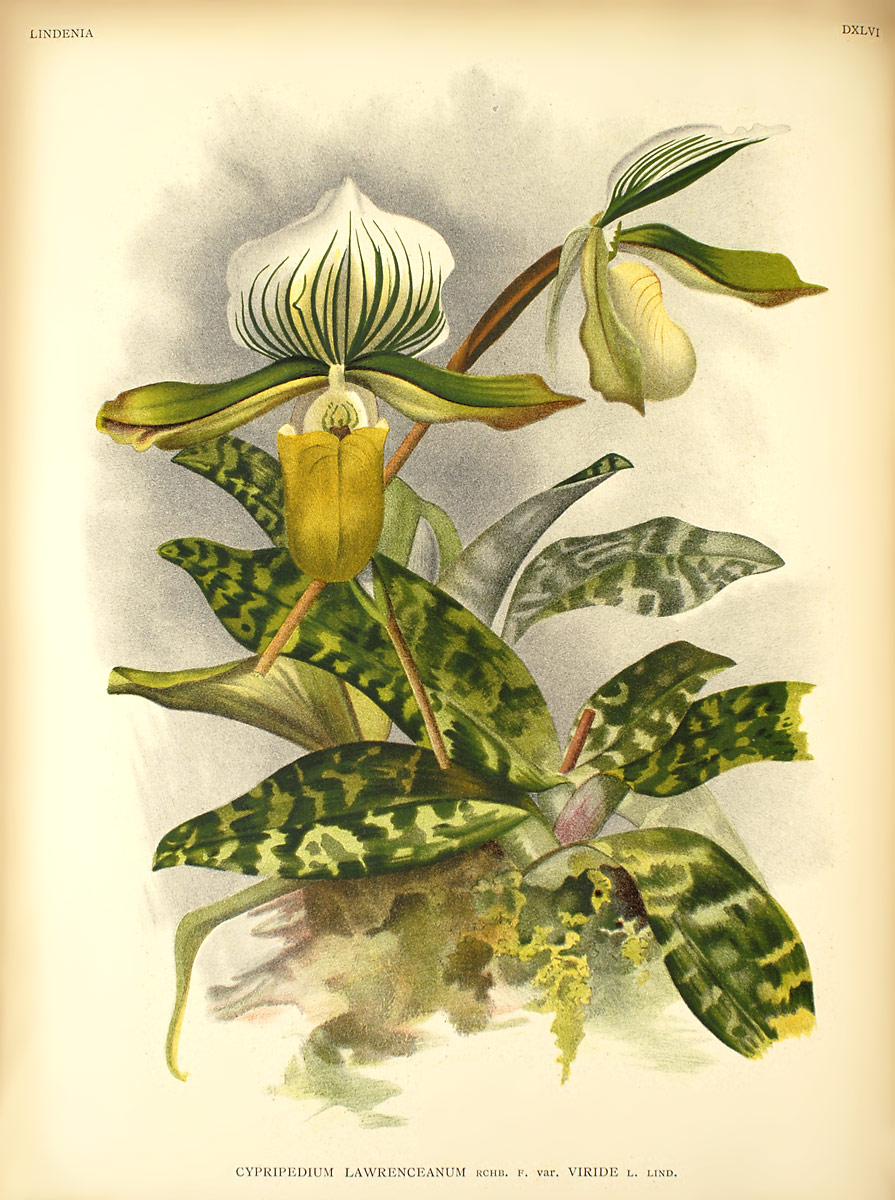
Paphiopedilum lawrenceanum var. viride
Ботаническая иллюстрация из книги Lindenia Iconographie des Orchidées. 1896 г.

Эндемик Калимантана (Бруней, Малайзия).
Литофиты или наземные растения в вечнозелёных лесах на высотах от 300 до 450 метров над уровнем моря.
Диапазон температур: 23—24 °C.
Относится к числу охраняемых видов (I приложение CITES).

## В культуре
Paph. lawrenceanum прост в содержании. Требует умеренного освещения, тепла и регулярного полива. Период покоя выражен слабо.
Ночная температура 15—18 °C, дневная от 21 °C и выше.
Посадка в пластиковые и керамические горшки с несколькими дренажными отверстиями на дне, обеспечивающими равномерную просушку субстрата.
Частота полива подбирается таким образом, чтобы субстрат внутри горшка не успевал высохнуть полностью.
Основные компоненты субстрата: см. статью Paphiopedilum.
Некоторые известные клоны:
- Paph. lawrenceanum 'Candor' AM/AOS
- Paph. lawrenceanum 'Candor Cricket' HCC/AOS
- Paph. lawrenceanum 'Candor Cloisonne' AM/AOS
- Paph. lawrenceanum 'Candor Kaen' HCC/AOS
- Paph. lawrenceanum 'Candor Garnet Sky' AM/AOS
- Paph. lawrenceanum 'Cayuga' AM/AOS
- Paph. lawrenceanum 'Twolip'
- Paph. lawrenceanum var. hyeanum 'Candor Jade Crown' AM/AOS
- Paph. lawrenceanum var. hyeanum 'Bernice' AM/AOS
- Paph. lawrenceanum var. hyeanum 'Candor Jade Crown' AM/AOS
- Paph. lawrenceanum var. hyeanum 'Candor Peridot' AM/AOS

Paph. lawrenceanum var. hyeanum является одним из родителей одного из самых известных и распространённых грексов: Paphiopedilum Maudiae (Charlesworth Ltd.) 1900 (= Paph. callosum × Paph. lawrenceanum).